# Бумага санитарно-гигиенического назначения
Бумага санитарно-гигиенического назначения (санитарно-гигиеническая бумага (СГБ) или тиссью) — особый вид  тонкой крепированной бумаги, имеющий низкую массу квадратного метра (обычно от 13 до 40 г/кв.м.) и предназначенный для переработки в бумажные санитарно-гигиенические изделия: туалетную бумагу, бумажные полотенца, салфетки, бумажные одноразовые медицинские изделия и т.п. Тиссью изготавливается на специальных бумагоделательных машинах (БДМ) как из первичного (белёная хвойная или лиственная целлюлоза), так и вторичного волокна (макулатура).